# テヴィタ・ザヴンバティ
テヴィタ・ザヴンバティ（Tevita Cavubati、1987年8月12日 - ）は、フィジーの元ラグビー選手。

## プロフィール
- フィジー・スバ出身。
- 現役時代のポジションはロック(LO)。
- 身長 198cm、体重 120kg
- ニックネームはSuvababy[1]。
- フィジー代表通算キャップ数は30でワールドカップ2015・2019のフィジー代表に選ばれた[2]。

## 略歴
タスマン・マコズ、オスプリーズ、ウスター・ウォリアーズ、ニューカッスル・ファルコンズを経て、2019年、ハーレクインズに加入。
2021年、USAペルピニャンに加入。
2022年、現役を引退した。